# República AFAP
República AFAP es una compañía AFAP Uruguay, encargada de administrar los fondos previsionales de los trabajadores del país. Desde su creación en 1996 sus principales accionistas son tres entes autónomos del país, siendo esta una empresa pública de derecho privado.

## Antecedentes
Las administradoras de fondo de ahorro previsional en Uruguay surgen con creación de un sistema de previsiones mixto en 1996, desde ese entonces existieron dos sistemas previsionales, uno de ahorro individual, administrado por las AFAP, de carácter opcional y el régimen de solidaridad ínter-generacional, administrado por el Banco de Previsión Social y de carácter obligatorio. Anterior a este funcionaba únicamente el sistema de solidaridad ínter-generacional del BPS. 

## Creación
En 1996 tres de las instituciones públicas y autónomas más importantes del país; el Banco de la República Oriental del Uruguay, el Banco de Previsión Social y el Banco de Seguros del Estado crean la primera y única administradora de fondo de ahorro previsional privada y estatal.